# Ringplettet gøgeurt
Ringplettet gøgeurt (Dactylorhiza majalis ssp. integrata var. junialis) er en orkidé, som vokser ved Søndre Strand i Køge Kommune og den findes i Stevns Kommune ved Tryggevælde Å's udløb. Nyere forskning omkring Ringplettet Gøgeurt er nu mundet ud i, at denne gøgeurt skal opfattes som varietet under Priklæbet Gøgeurt.